# It's You
"너라고 (It's You)" 是韩国男子组合Super Junior的在线单曲。这是组合的三辑Sorry, Sorry的第二张后续曲，于2009年5月11日在线发行。2009年5月14日发行的单曲增加了三首新歌，同日发行了Sorry, Sorry的再版。

## 歌曲历史
"It's You" 由写出了许多受欢迎的歌曲的作曲家E-Tribe制作. 合作最初在4月21日宣布，组合说这首歌曲将成为“成熟且流行的舞曲”，与E-Tribe之前为女艺人写的活泼的歌曲不同。 这首歌有很重的MIDI序列电子影响，被预期和Sorry, Sorry一样成功。

## 宣传与成绩
2009年5月9日，It's You的完整版的单曲和各个MV的截屏在网路上被泄露。尽管如此，单曲还是以下载单曲的形式在2009年5月11日发行，发行后四小时迅速成为赛我音乐排行榜1位。 两天后，单曲在Mnet's Top 300排行榜跻身前五，排第四。 首次现场演出将在2009年5月17日SBS的《人气歌谣》(인기가요)中上演。
海外首次演出在2009年6月27日台北小巨蛋的第20屆金曲獎

## MV

银赫用喷漆在墙上涂鸦。

Super Junior全体成员参与MV拍摄。跟sorry sorry出場方式一樣，剛開始是11人跳舞，希澈到後面才登場，起範不參與唱跳，但有幾個單獨的鏡頭，總共12人唱跳，13人均有出演mv，這也是全員最後一次全體演mv了。这首歌有2个版本的MV，即舞蹈版和剧情版與綜合版。三個版本的MV都是由Su-Hyun Cho导演，在韩国京畿道的一山区取景。 舞蹈版2009年5月12日在赛我首次上演，剧情版在5月15日发布。MV原计划是要与再版专辑同日发布的，但由于MV的未完成版于5月12日晨在网上被非法泄露SM Entertainment决定推迟发布时间至同日下午7时。  两个版本的区别不大。被泄露的未剪辑版本有韩庚用韩语重复 "it's you" (너라고, Neorago)的场景，官方发行的版本把这些替换成Super Junior成员在凳子前集合。这个场景以不同的角度出现，并且在舞蹈场景加入了更多效果。

## 榜单排名
| 榜单 (2009)      | 最好成绩 |
| ---------------- | -------- |
| Mnet M!Countdown | 4        |
| 赛我音乐         | 1        |
| Bugs Charts      | 3        |

## 歌曲列表

### 数字版
1. 너라고 (It's You) – 3:51
2. 그녀는 위험해 (She Wants It)  – 3:55
3. 사랑이 죽는 병 (Love Disease)  – 3:30
4. 첫번째 이야기 (Love U More)  – 3:08